# بومادران نانسی
 بومادران نانسی(نام علمی: Achillea ageratum) نام یک گونه از سرده بومادران است.